# Río Piedra (Matanzas)
Río Piedra es un asentamiento rural concentrado de la provincia de Matanzas, municipio de Colón, también llamado Río Piedras o Caserío de Río Piedra. 
Se encuentra en la carretera que une el municipio de Colón con Agüica. Tiene además estación de ferrocarril.
Su altitud sobre el nivel del mar es de 160 metros y tiene una población estimada de 17 964 habitantes.